# Marktbreit
Marktbreit este un oraș din Franconia Inferioară, landul Bavaria, Germania.

## Personalități
- Alois Alzheimer (1864-1915), medic neurolog